# San Antonio (Tolima)
San Antonio es un municipio de Colombia, situado en el departamento de Tolima en la subregión Sur, a 109 km de Ibagué y a 230 km de Bogotá. 

## Historia
La historia refiere que el poblado de San Antonio se fundó el 13 de junio de 1825 cuando Chaparral tenía como cabecera a la población que se ubica en la que hoy es la hacienda El Triunfo, la población que desapareció en 1827 por un terremoto. Se puede pensar que se trataba de un cruce de caminos que unían a Miraflores, hoy Rovira con Ibagué y la provincia del sur del Tolima, en 1905 el poblado se convierte en corregimiento con el nombre de San Antonio de Calarma, antes era frecuente llamarlo San Antonio de los Micos, por la referencia de Pedro Miccus, de quien se dice fue uno de sus fundadores. Estas tierras fueron descubiertas junto con la mesa de Chaparral en 1556 cuando Francisco de Trejo ingresó por el Cañón de las Hermosas.
EL 28 de marzo de 1915, fue erigido como municipio tolimense, mediante ordenanza 21 del Gobierno Departamental.
Fue el colono Pedro Miccus, de procedencia italiana, quien a mediados de 1820, con su familia procedentes de Europa llegan al Caribe, donde se han embarcado por el río Magdalena hasta Natagaima. una vez arribó a estas tierras montó una pequeña finca en una meseta comprendida entre la Cordillera Central y la Serranía de Calarma; allí estableció una hacienda en lo que hoy se denominan las veredas El Jardín, Mesetas y San Jorge. Poco después según versión de Luis Oviedo, morador de estos lares, por tradición oral recogida de sus padres, comentó que ellos habían conocido al señor Pedro Miccus, quien había venido a esta región tras la explotación del caucho, para comercializarlo en la sabana de Bogotá. El señor Pedro Miccus traía como compañía a un nieto joven gallardo de esa época , quien se enamoró de una indígena de la familia de los Taumas ; esta fue una de las razones que apresuró a alejarse de la región y ubicarse en el sitio de Hato Viejo, distante del municipio de Rovira , al pasar el tiempo nunca se volvió a saber sobre el destino y fin de la familia Miccus. También llegaron nuevas familias; Los Gónzalez, Oviedo, Suárez, Masca, Jara, Rojas, Aguiar, Bedoya y los Guzmán entre otros; las familias Antioqueñas llegaron a finales 1900: Otálvaro, Londoño, Salazar, Marín; y familias del plan del Tolima; quienes formaron un pequeño caserío que durante muchos años no pasó de ser una aldea perteneciente al municipio de Chaparral, y que fue denominada Los Micos, por el apellido del caserío que estableció el primer colono don Pedro Miccus. Pero más tarde como consecuencia de la guerra de los mil días, muchas personas cercanas a Chaparral emigraron hacia sitios más seguros y distante del paso de los soldados, lo cual jugó un papel determinante en la creación del futuro municipio de San Antonio Tolima.
El municipio, en cuanto a su evolución, empezó a formarse en el sector de Loma Redonda, ubicado en la vereda El Poleo; con el transcurso de los años fueron llegando más colonos quienes construyeron sus casas en diferentes sectores siendo el de mayor concentración alrededor de la plaza, frente a la capilla (actual templo) que la empezó a edificar el maestro constructor Galindo y como ayudante Miguel Narváez; otros colonos se situaron en Chapinero, Palo Negro, Albercas, conformando así la zona urbana.
Con el transcurrir de los años el pequeño caserío creció y se desarrolló económicamente y lo declararon fundado el 13 de junio de 1825. En el año de 1905 las autoridades departamentales lo declararon corregimiento del municipio de Chaparral con el nombre de San Antonio de Calarma, hasta 1915 logra estructurarse como municipio independiente según ordenanza número 21 del 30 de marzo de 1915, siendo presidentes de la Asamblea Departamental Maximiliano Neira y gobernador del departamento Alejandro Caicedo.

## Geografía
- Altitud de la cabecera municipal (metros sobre el nivel del mar): 1492 m s. n. m.
- Temperatura media: 23 °C
- Distancia de referencia: 106 km

El municipio de San Antonio se encuentra ubicado a una altitud de 1400 m s. n. m., su temperatura media es de 23 °C, un área de 387 km² y corresponden a la zona rural 385,98 y 3,97 a la cabecera municipal. Esta se encuentra localizada al suroccidente del Tolima a 3°55′ latitud norte y 75°29′ de longitud oeste.  Entre los accidentes orográficos se pueden mencionar 
- La Cordillera de Calarma
- Serranía de Calarma
- Cerro de Calarma
- Los Valles de Normandía
- Cañón del Río Cucuana
- Cañón del Río Tetuán
- Cuchilla La Siberia
- Cuchilla La Sucia
- Cuchilla El Salado
- Cerro de Waterloo
- Alto de la Ternera

### Límites del municipio
Por el oriente: con el municipio de Ortega. Partiendo de la quebrada Chípalo en dirección al nacimiento de la quebrada la Balsa y de ahí aguas abajo al río Cucuana, hasta encontrar la confluencia de la quebrada Guadualito, lugar de concurso de los municipios de San Antonio, Ortega y Rovira.
Por el Noroccidente: con el municipio de Roncesvalles, Partiendo de la confluencia de las quebradas La Miranda sobre el río Chilí, lugar de concurso de los municipios de San Antonio, Rovira y Roncesvalles; por el río Chilí, aguas arriba hasta la quebrada la Marranera, de la cuchilla La Macarena hasta encontrar la cuchilla Tolda Nueva, divisoria de aguas la quebrada La Palmera, en dirección Norte - Sur hasta encontrar el nacimiento de la quebrada la Chiquita, y de ahí hacia abajo, hasta encontrar la quebrada Aguas Claras; de allí hacia arriba, hasta encontrar el Cerro de Recreo Alto. Por éste en dirección occidental, hasta encontrar la quebrada el Cedral y aguas abajo hasta el río Cucuana; de allí aguas arriba, hasta llegar a los valles de Normandía y los nacimientos del río Tetuán, hasta encontrar el salto de San Jorge, lugar de concurso de los territorios de los municipios de San Antonio, Roncesvalles y Chaparral.
Por el Nororiente: con el municipio de Rovira. Partiendo de la confluencia del río Guadualito en el río Cucuana: por estas aguas arriba en dirección norte, hasta el nacimiento de la quebrada la Miranda, de ahí aguas abajo, hasta la confluencia del río Chili, lugar de concurso de los municipios de Rovira y Roncesvalles, con el municipio de San Antonio.
Por el Sur: con el municipio de Chaparral. Partiendo del alto de San Jorge y por la cuchilla del mismo nombre, hasta el nacimiento de la quebrada El Salado, de ahí aguas abajo, hasta el río Tetuán, y aguas abajo hasta la quebrada el Cural. Luego por esta, agua arriba hasta su nacimiento, que se encuentra en la serranía de Calarma, siguiendo en dirección norte, hasta el nacimiento de la quebrada Chípalo, lugar de concurso de los territorios del municipio de San Antonio, Chaparral y Ortega. 
| Noroeste: Roncesvalles | Norte: Roncesvalles | Nordeste: Rovira   |
| Oeste: Roncesvalles    |                     | Este: Ortega       |
| Suroeste: Chaparral    | Sur: Chaparral      | Sureste: Chaparral |

## Ecología
Flora
- Área Bosques: ha
- Bosque Natural Primario: 8144,9 ha
- Bosque Natural Secundario: 174,8 ha
- Vegetación De Páramo: 1025,8  ha

Áreas de reserva natural declaradas por acuerdo, ordenanza o Ley
Reserva Natural el Pencil 
Areas protegidas de Parques Naturales
Complejo de Páramo Chili Barragán 
Especies nativas Predominantes:
- De uso medicinal: gualanday, Saúco, Laurel Canelo, Cedro Negro, Guayabo,
- De uso industrial: cadillo, pino Patula

De uso maderable:
Cedros (De Montaña Y Rosado), Cedro Negro, Laureles (Amarillo, Cuadrado, Oreje Mula, Canelo  Y Baboso), Nogal Cafetero Y Eucalipto. Existe tala indiscriminada de bosques, a causa de explotación maderera: 10 ha
Aumento de la frontera agrícola: 30 ha
Sustitución por cultivos ilícitos: 10 ha ; implementación de ganadería extensiva: 15 ha
Fauna

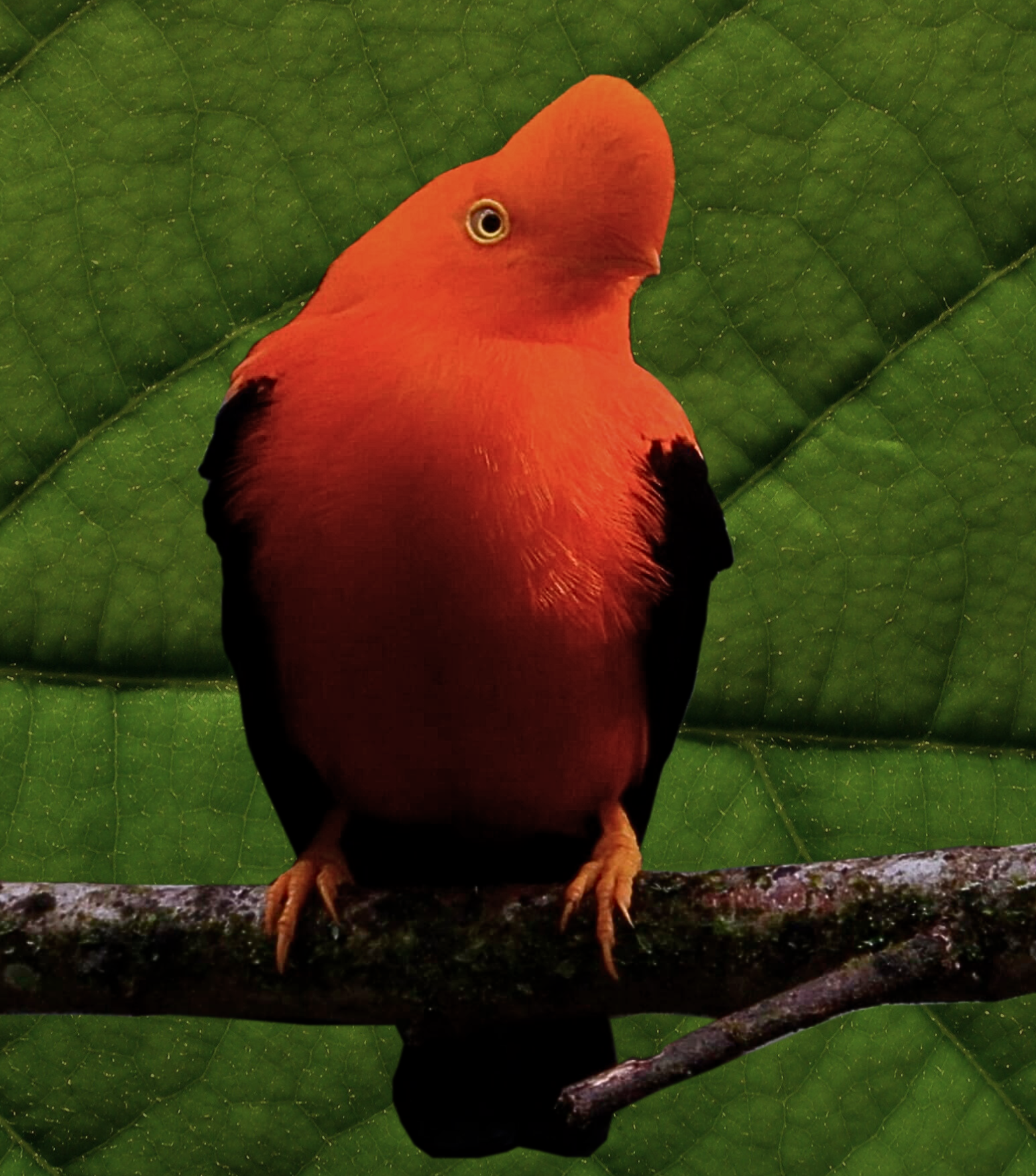
Gallito de roca

Principales especies existentes en el municipio:
•  Terrestres: Oso de Anteojos, armadillo, guatín, borugo, venado, zarigüella, monos marteja, cunduni, monos aulladores, perrito de monte, tayra, ardilla, cusumbo, erizo, conejo, cajuche, perezoso, tigrillo, serpientes (cazadora, Talla, Mapaná, coral, bejuca, guarumera, cazadora toche, granadilla, boa, cascabel, rabo de ají )
•  Aéreas: Actualmente en el municipio se han registrado 380 especies de aves; de las cuales 11 son endémicas como Guacharaca (Ortalis columbiana), colibrí capiazul (Amazilia cyanifrons), copetón apical (Myiarchus apicalis), Magdalena Tapaculo (Scytalopus rodriguezzy), Gorrion montés (Atlapetes flaviceps) , Cacique candela (Hypopyrrhus pyrohypogaster), gorrion montés olivaceo (Atlapetes fuscoolivaceus), Piranga hormiguera copetona (Habia cristata), Caminera Tolimense (Leptotila conoveri), Eufonia del Magdalena (Euphonia concinna). Aves vulnerables y en peligro de extinción como el periquito alipunteado (Touit stictopterus), Loro Orejiamarillo, Águila Cola blanca, Águila Real y especies migratorias. 
Ave Emblemática del municipio: Gallito de Monte o Gallito de Roca (Rupicola peruvianus)
• Acuáticas: Bagre o pez gato de río Tetuán, Cucha,  Trucha.

## Economía
La actividad económica del Municipio es la suma de varias actividades productivas. La fuente de ingresos de los habitantes de San Antonio proviene de la agricultura, piscicultura, ganadería, comercio y servicios. El café es la principal fuente de ingresos, seguido del cultivo de fríjol, ganadería, caña de azúcar y cacao. En el municipio se desarrolla la industria en mínima escala, las pocas fuentes de empleo provienen de los cargos públicos que ofrece la Administración Municipal, quien es el empleador más grande que existe en el Municipio con los requerimientos de ley, Banco Agrario y la economía informal de personas foráneas principalmente en épocas de fiestas y mercados semanales.

## Turismo
La Actividad turística en el municipio viene creciendo en la medida de la organización de los diferentes sectores, actualmente cuenta con oferta de hospedajes y Agencia operadora de Turismo Travel By Nature en la zona con actividades relacionadas con Turismo de Naturaleza.
Dentro de las Actividades a destacar en el municipio están:
- Avistamiento de Aves
- Actividades de Recreación
- Fincas Agroturísticas
- Actividades de gastronomía Rural
- Senderismo
- Ecoturismo

## Movilidad
Aéreas: pista de aterrizaje para helicópteros y avionetas no comerciales
Terrestres:
- Vía San Antonio - Neiva en un tiempo aproximado de 4 horas (vía pavimentada)
- Vía San Antonio - Ibagué  distancia aproximada de 3,5 horas  (vía pavimentada)
- Vía San Antonio - Bogotá distancia de 230 a un tiempo aproximado de 6 horas. ( vía pavimentada)
- Vía San Antonio -  Playarrica - Rovira - Ibagué (vía sin pavimentar hasta Rovira) 106km
- Vía San Antonio -  Roncesvalles Tempo aproximado de 1.30 horas (vía sin pavimentar)
- Vía San Antonio - Santa Elena tiempo estimado 3 horas (vía sin pavimentar)

Fluviales: no

## Servicios públicos
- Energía Eléctrica: Celsia, es la empresa prestadora del servicio de energía eléctrica.
- Gas Natural: Alcanos de Colombia es la empresa distribuidora y comercializadora de gas natural en el municipio.